# Mathieu Ferey
Pour les articles homonymes, voir Ferey.
Mathieu Ferey est un pianiste, musicologue et pédagogue français né en 1968 à Pontoise.

## Biographie
Mathieu Ferey naît à Pontoise en 1968. Pianiste de formation, il est diplômé du Conservatoire national supérieur de musique et de danse de Paris en esthétique et histoire de la musique et est titulaire du certificat d'aptitude aux fonctions de directeur de conservatoire.
Il dirige le conservatoire à rayonnement communal de Vincennes et le conservatoire Claude-Debussy du 17e arrondissement de Paris avant de devenir inspecteur de la musique de la Ville de Paris en 2014. En janvier 2019, il est nommé directeur du Conservatoire national supérieur de musique et de danse de Lyon.

## Publication
- Mathieu Ferey et Benoît Menut, Joseph-Guy Ropartz ou Le pays inaccessible, Genève, Papillon, coll. « Mélophiles », 2005, 167 p. (ISBN 978-2-940310-25-8, BNF 42147571)